# Willendorfi vénusz
A willendorfi vénusz egy 11,1 cm-es, női alakot formázó szobrocska, a prehisztorikus művészet egyik ikonja.

## Története
1908-ban bukkant rá Szombathy József régész az alsó-ausztriai Willendorf in der Wachau közelében található őskőkori lelőhelyen. Szemcsés mészkőből faragták (mely alapanyag nem jellemző a lelőhely környékén),  a mészkő csak a csehországi Brnóhoz közeli Stránská Skala mészkőhegységeiben található meg  Willendorftól 136 kilométerre északkeletre. A szobrocskát vörös okker festék fedte, amely szakralizált szín lehetett, s temetkezéseknél használták. A lelőhely 1990-es újbóli rétegvizsgálata alapján a szobrot 24 000–22 000 évesre becsülik, a gravetti kultúra jellegzetes kisplasztikáihoz tartozik. Aránylag keveset tudunk a szobor eredetéről, a készítés módszereiről, és eredeti kulturális jelentőségéről. A szobor készítője nem a reális ábrázolásra törekedett, hanem sokkal inkább idealizált nőalak megformázására. A szeméremajkak, a mellek és a gömbölyű has kifejezetten hangsúlyos, a termékenységgel való erős kapcsolatra utalnak. A figura apró kezeit a melle felett összefonja, nincsenek határozott arcvonásai, a fejét hajfonatok, vagy valamiféle fejfedő borítja.
Egyes modern elemzések tiltakoznak a szobrocska megnevezése ellen, amely önkéntelenül is a kövérkés figura összehasonlítását sugallja a klasszikus Venus elképzelésekkel. Más vélemények szerint a kis figura ironikus megnevezése jól esik egybe azzal, amit mi az akkori nőkről, és ízlésről gondolunk. Ezzel párhuzamosan más hivatalos vélemények a szobor a kőkorszaki Európa földanya istennőként azonosítja a szobrocskát. Más vélemények szerint a szobrocska az előkelő társadalmi pozíciót szimbolizálja a vadászó-gyűjtögető közösségben, még pontosabban a matriarchális közösség vezetőjének szimbóluma is lehet. A hangsúlyozott termékenységben a biztonság és a siker jelképeit látják. A kövérség ugyanis nem feltétlenül a termékenységgel kapcsolatos, hanem az egyén túlélési képességeivel is összefügg az adott korban. Az akkori populáció átlagéletkora nem tette lehetővé, hogy a túltápláltsággal összefüggő keringési betegségek kialakuljanak, ezzel szemben a jóltápláltság a jólétre és az ínséges periódusok eltűrésére utal. Hasonló testalkat mai vadász-gyűjtögető népeknél is előfordul, a steatopygia (zsírfarúság) egyik legfeltűnőbb példája a khoi(szan), más néven busman nőknél fordul elő.
A szobor lábának kialakítása nem teszi lehetővé, hogy megálljon (bár az alja törött, így annak eredeti jellege nem rekonstruálható biztosan). E miatt valószínűsíthető, hogy azt inkább kézben tartották, mintsem csak nézték volna. Néhány archeológus az anya-istenség helyett sokkal inkább szerencsehozó kabalának tartja.
A willendorfi vénusz jelenleg a Bécsi Természettudományi Múzeumban tekinthető meg.
A szobor felfedezése és elnevezése óta számos hasonló szobrot fedeztek fel (igen sokat Magyarországon is). Ezeket vénuszfiguráknak nevezzük. A többi ilyen jellegű tárgy is azt mutatja, hogy a hangsúlyos idomoknak széles körben elterjedt, egységes értelmezése volt abban a korban.

## Hatása a magyar képzőművészetre
A magyar festészet talán leghíresebb termékenységszimbóluma, a szakmában „proletár willendorfi vénusz”-ként emlegetett mű Derkovits Gyula Anyaság című festménye. (Ez az a festmény, amelyet a szocializmus idején Proletáranyának kereszteltek el, s amelyről Szécsi Margit, Nagy László felesége ihletetten, nőies beleérzéssel verset írt.)
Derkovits Gyula életrajzából tudható, hogy fő vágya volt, hogy gyermeke születhessen. Ez ugyan nem adatott meg neki, de pályakezdésétől kezdve egészen korai haláláig gyakran vett ecsetvégre anyákat s gyermekeket, igyekezett megfejteni a termékenység, az anyaság nagy misztériumát.  
Anyaság című alkotása egyszerre utal ősi, primitív művészi forrásokra, s korának égető, megoldatlan társadalmi problémáira.

## Külső hivatkozások
- Christopher L. C. E. Witcombe, "Women in Prehistory:Venus of Willendorf" Archiválva 2004. április 3-i dátummal a Wayback Machine-ben.
- Venus figures from the Stone Age - The Venus of Willendorf
- Comparison of Willendorf Venus and Young Amanita/
- A cartoon examination of the Venus of Willendorf's origins